# Uperoleia mjobergi
Uperoleia mjobergi és una espècie de granota que viu a Austràlia.